# FC Hanau 93
Der 1. Hanauer Fußball-Club 1893, gegründet am 23. März 1893 in Hanau, ist der älteste hessische Fußballverein. Der Verein war am 28. Januar 1900 eines der Gründungsmitglieder des Deutschen Fußball-Bunds (DFB) und zählte in den ersten beiden Jahrzehnten seines Bestehens zu den besten süddeutschen Fußballmannschaften.

## Geschichte
Der Verein wurde durch den aus Berlin stammenden Ernst Schönfeld als FC Hanau 1893 gegründet. Spätestens ab 1896 wird dieser 1. Hanauer Fußball-Club 1893 genannt.
Zu Pfingsten 1894 war Hanau 93 als auswärtiger Mitgliedsverein des Deutschen Fußball- und Cricket-Bundes berechtigt, ein Entscheidungsspiel um dessen Fußballmeisterschaft gegen den Ligameister BFC Viktoria 1889 auszutragen. Das Endspiel sollte nach dem Willen des Verbandes in Berlin, am Sitz des DF & CB, stattfinden, doch Hanau 93 wollte am eigenen Ort spielen und reiste – wohl auch aus finanziellen Gründen – nicht an. Damit behielt Viktoria 89 den Titel. Im Sommer 2007 kam es zu einer symbolischen, um 113 Jahre verspäteten Neuaustragung mit Hin- und Rückspiel des Finales. Das Hinspiel endete 3:0 für Viktoria, das Rückspiel 1:1.
Nach der Gründung des Süddeutschen Fußballverbandes 1897 stand Hanau 93 1902, 1903, 1905 und 1906 im Finale der Südmeisterschaft, unterlag aber jeweils dem Karlsruher FV bzw. 1906 dem 1. FC Pforzheim. Eine Kuriosität war das Finale 1905, an dem Hanau nicht teilnehmen konnte, weil nur zwei Hanauer Spieler zum Endspiel angereist waren. 1907, 1908 und 1909 wurde man Dritter, 1916 Vierter der süddeutschen Endrunde.
Danach spielte man fast 20 Jahre lang nicht mehr um den Titel. Erst als 1933 die Gauligen gegründet wurden und der Hessenmeister an der deutschen Meisterschaft teilnahm, konnte Hanau 93 wieder gute Ergebnisse feiern. 1935, 1936 und zuletzt 1938 wurde der FC 93 Meister der Gauliga Hessen und nahm an der deutschen Meisterschaftsendrunde teil, überstand allerdings nie die Gruppenphase. 1939 und 1940 wurde man nur noch Zweiter in der Gauliga.
Nach dem Zweiten Weltkrieg wurde die Oberliga Süd als neue höchste Spielklasse eingeführt, die Hessenliga war nur noch zweit-, ab 1950 sogar nur noch drittklassig. 1953 gelang dem FC 93 der Aufstieg in die 2. Liga Süd. 1956 und 1962 verpasste man als Vierter den Aufstieg in die Oberliga Süd nur knapp. Mit der durch die Einführung der Bundesliga bedingte Ligenreform stieg man 1963 endgültig aus der zweiten Spielklasse ab, im darauf folgenden Jahr schaffte man sogar den Klassenerhalt in der Hessenliga nicht. 1966 bis 1968 sowie 1973 bis 1975 spielte Hanau 93 erneut in der Oberliga Hessen. Nach dem Wiederaufstieg 1976 stiegen die Hanauer überraschend 1978 in die 2. Bundesliga Süd auf, jedoch verweilten sie dort nur diese eine Saison 1978/79. Bemerkenswert das einzigartige Torverhältnis von 72:98 in der Abschlusstabelle dieser Zweitliga-Saison. 1982 stieg man auch aus der Hessenliga ab. Zuletzt schaffte Hanau die Rückkehr in die Amateuroberliga 1985, musste diese aber schon im nächsten Jahr wieder verlassen. Der FC 93 spielte seither nicht mehr in einer dritten Liga. Seit 1963 waren Hanaus einzige Erfolge ein vierter Platz 1977 und 1985, ein dritter Platz 1981 sowie der Zweitligaaufstieg 1978.
Hanau gewann 1950 und 1978 den Hessenpokal. Auch am DFB-Pokal nahm der FC 93 teil; 1935 erreichte man sogar das Viertelfinale, in den anderen sechs Teilnahmen erreichte man höchstens die zweite Runde. Die letzte Teilnahme an einer Hauptrunde des der DFB-Pokals war 1980.
In den 1990er Jahren rutschte der FC Hanau 93 bis in die Kreisliga A ab und pendelte später einige Jahre zwischen Kreisoberliga und Gruppenliga. Der Sportliche Leiter Fallacara gab das Ziel aus, bis zur Saison 2018/19 in die Hessenliga aufzusteigen. Den ersten Schritt tat die Mannschaft um die bundesligaerfahrenen Daniyel Cimen und Ervin Skela mit dem Gewinn der Kreisoberligameisterschaft 2014/15 und dem damit verbundenen Aufstieg in die Gruppenliga. Zwei Jahre später erreichte sie nach über dreißig Jahren wieder den Aufstieg in die aktuell sechstklassige Verbandsliga (ehemals Landesliga). Zur Saison 2017/18 wechselte der ehemalige Bundesligaspieler Michael Fink zum FC Hanau 93. 2019 gelang dem Verein nach 33 Jahren die Rückkehr in die Hessenliga. Zwar war man in der Verbandsliga Süd nur Zweiter geworden und hatte in der anschließenden Relegation der drei Verbandsligavizemeister den letzten Platz belegt, jedoch wurde durch den freiwilligen Verzicht des FSC Lohfelden ein weiterer Platz in der Hessenliga frei, wodurch die Hanauer doch noch aufsteigen durften.

## Spieler
1935 und 1936 hatte der FC 93 einen Nationalspieler in seinen Reihen. In diesen beiden Jahren spielte Heinrich Sonnrein jeweils einmal für Deutschland. Sonnrein ist damit neben Rudi Völler, der bei TSV 1860 Hanau das Fußballspielen erlernte, Hanaus berühmtester Spieler.
- Heinrich Sonnrein (1930–1942)
- Rudolf Wimmer (Jugend)
- Klaus Weber (Jugend)
- Michael Bordt (1977–1979)
- Fred Kromm (1977–1980)
- Hubert Genz (1978/79)
- Dieter Schwemmle (1978/79)
- Stefan Sprey (1978/79)
- Günter Oleknavicius (1978–1982)
- Daniyel Cimen (2013–2019)
- Ervin Skela (2014–2019)
- Michael Fink (2017–2018)
- Khaibar Amani (2018–2019)

## Spielstätte
Zunächst nutzte man den Exerzierplatz als Spielfeld, dann war der Verein bis 1927 an der „Schönen Aussicht“ heimisch. Von 1927 bis 1945 spielte der FC Hanau 93 im Stadion an der Aschaffenburger Straße, das bis zu 25.000 Zuschauer fasste. Nach dem Zweiten Weltkrieg nutzen die Schwarz-Weißen vorübergehend das Gelände der Werksmannschaft von Dunlop Hanau, bis 1951 das Herbert-Dröse-Stadion, das 16.000 Zuschauern Platz bietet, fertiggestellt wurde. Seit 1997 sind die Schwarz-Weißen wieder auf dem Jugendsportplatz beheimatet.